# Тајрон (Њу Мексико)
Тајрон (енгл. Tyrone) насељено је место без административног статуса у америчкој савезној држави Њу Мексико.

## Демографија
По попису из 2010. године број становника је 637.
| Група             | 2000.    | 2010.       |
| Белци             | 0 (0,0%) | 346 (54,3%) |
| Афроамериканци    | 0 (0,0%) | 4 (0,6%)    |
| Азијати           | 0 (0,0%) | 3 (0,5%)    |
| Хиспаноамериканци | 0 (0,0%) | 277 (43,5%) |
| Укупно            | 0        | 637         |